# Cardotiella subappendiculata
Cardotiella subappendiculata är en bladmossart som beskrevs av Dale Hadley Vitt 1981. Cardotiella subappendiculata ingår i släktet Cardotiella och familjen Orthotrichaceae. Inga underarter finns listade i Catalogue of Life.